# Hipolit Julian Borowski
Hipolit Julian Borowski (ur. 13 sierpnia 1867 w Rudce Kijańskiej, zm. 23 lipca 1933 w Grodnie) – działacz narodowy i społeczny.
Urodził się 13 sierpnia 1867 r. w Rudce Kijańskiej, w pow. lubartowskim w rodzinie o tradycjach powstańczych. W 1886 r. ukończył Gimnazjum Lubelskie, a w 1891 r. Wydział Fizyczno-Matematyczny w Petersburgu.
Zamieszkał w Opolu Lubelskim, przyjmując posadę w Cukrowni. W 1900 r. został członkiem tajnego Towarzystwa Oświaty Narodowej, później Ligi Narodowej i Stronnictwa Demokratyczno-Narodowego. Pracował w tajnej oświacie i kolportażu pism nielegalnych. Został aresztowany w 1902 r. i za wygłaszanie przemówień, więziony był na Zamku w Lublinie. Został ujęty przez zaborców i zesłany na 5 lat do Guberni Archangielskiej. Amnestionowany, wznowił działalność w Opolu. W 1905 r. ponownie aresztowany, przeniósł się do
Zwierzyńca i pracował w zarządzie Ordynacji Zamojskiej.
Działał w organizacjach gospodarczych i społecznych, oraz w czasie wojny polsko-bolszewickiej w 1920 r. w Komitetach Obywatelskich.
Zmarł 23 lipca 1933 r. w Grodnie.